# Minié ball

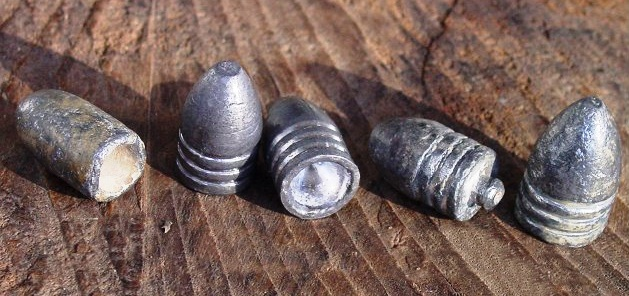
Vários tipos de Minié balls. As quatro à direita, com ranhuras, fabricadas por Tamisier para maior estabilidade aerodinâmica.

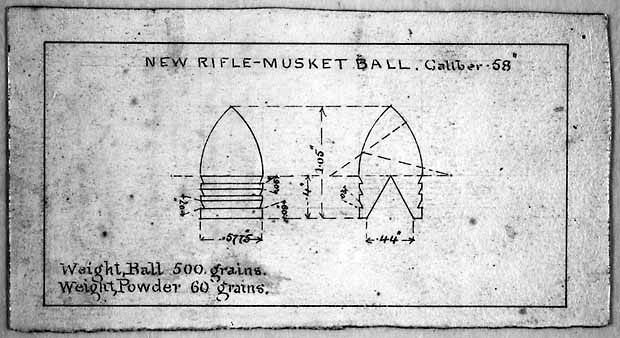
Desenho de James H. Burton de uma
Minié ball do Arsenal Harpers Ferry.

A Minié ball, ou Minni ball, que na verdade era cônica, é um tipo de projétil estabilizado por rotação para mosquetes estriados, batizada em referência ao seu criador, o inventor francês Claude-Étienne Minié. Ela foi muito relevante durante a Guerra da Crimeia e a Guerra Civil Americana.

## Histórico e uso
O processo de estriamento, adição de ranhuras helicoidais no cano de uma arma de fogo, transmite o efeito de rotação ao projétil, aumentando o alcance e precisão de uma arma. Antes da Minié ball, as balas precisavam ser cravadas no cano da arma, por vezes com ajuda de um macete, e depois de poucos tiros, os resíduos de pólvora se acumulavam nas ranhuras e precisavam ser removidos.
O desenvolvimento da Minié ball foi significativo, porque este foi o primeiro projétil que era pequeno o suficiente para ser colocado no cano estriado de uma arma de cano longo. Os mosquetes estriados: Springfield Model 1861 e o britânico Pattern 1853 Enfield, os mais usados durante a Guerra Civil Americana, usaram a Minié ball.